# Grönländische Fußballmeisterschaft 2000
Die Grönländische Fußballmeisterschaft 2000 war die 38. Spielzeit der Grönländischen Fußballmeisterschaft.
Meister wurde zum siebten Mal N-48 Ilulissat, womit der Verein zu Rekordmeister K-33 Qaqortoq aufschloss.

## Teilnehmer
Folgende Mannschaften nahmen an der Meisterschaft teil. Teilnehmer der Schlussrunde sind fett.
- UB-83 Upernavik
- FC Malamuk Uummannaq
- UB-68 Uummannaq
- Disko-76 Qeqertarsuaq
- I-69 Ilulissat
- N-48 Ilulissat
- Kugsak-45 Qasigiannguit
- SAK Sisimiut
- Kâgssagssuk Maniitsoq
- NÛK
- NÛK II
- Nagtoralik Paamiut
- N-85 Narsaq
- K-33 Qaqortoq
- QAA Qaqortoq
- Siuteroĸ Nanortalik

## Modus
Wie im Vorjahr ist keine Vorrunde überliefert und es ist unklar, ob es noch weitere Mannschaften gab, die in einer vorherigen Runde ausgeschieden sind. In diesem Jahr wurden in der Qualifikationsrunde 16 Mannschaften in vier Gruppen mit drei bis fünf Mannschaften eingeteilt, von denen sich die besten acht für die Schlussrunde qualifizierten. Diese wurde in zwei Vierergruppen ausgetragen, wonach eine K.-o.-Phase folgte.

## Ergebnisse

### Qualifikationsrunde

#### Nordgrönland
| Pl. | Verein               | Sp. | S | U | N | Tore    | Diff. | Punkte |
| --- | -------------------- | --- | - | - | - | ------- | ----- | ------ |
| 1.  | FC Malamuk Uummannaq | 2   | 2 | 0 | 0 | 007:200 | +5    | 06     |
| 2.  | UB-83 Upernavik      | 2   | 1 | 0 | 1 | 003:500 | −2    | 03     |
| 3.  | UB-68 Uummannaq      | 2   | 0 | 0 | 2 | 002:500 | −3    | 0      |

|                      | Ergebnis |                 | Ort       |
| -------------------- | -------- | --------------- | --------- |
| FC Malamuk Uummannaq | 3:1      | UB-68 Uummannaq | Uummannaq |
| UB-83 Upernavik      | 2:1      | UB-68 Uummannaq | Uummannaq |
| FC Malamuk Uummannaq | 4:1      | UB-83 Upernavik | Uummannaq |

#### Diskobucht
| Pl. | Verein                  | Sp. | S | U | N | Tore    | Diff. | Punkte |
| --- | ----------------------- | --- | - | - | - | ------- | ----- | ------ |
| 1.  | N-48 Ilulissat          | 3   | 3 | 0 | 0 | 009:200 | +7    | 09     |
| 2.  | Kugsak-45 Qasigiannguit | 3   | 2 | 0 | 1 | 012:500 | +7    | 06     |
| 3.  | Disko-76 Qeqertarsuaq   | 3   | 1 | 0 | 2 | 003:100 | −7    | 03     |
| 4.  | I-69 Ilulissat          | 3   | 0 | 0 | 3 | 002:900 | −7    | 0      |

|                       | Ergebnis |                         | Ort       |
| --------------------- | -------- | ----------------------- | --------- |
| N-48 Ilulissat        | 3:2      | Kugsak-45 Qasigiannguit | Ilulissat |
| Disko-76 Qeqertarsuaq | 2:1      | I-69 Ilulissat          | Ilulissat |
| Disko-76 Qeqertarsuaq | 1:5      | Kugsak-45 Qasigiannguit | Ilulissat |
| N-48 Ilulissat        | 2:0      | I-69 Ilulissat          | Ilulissat |
| N-48 Ilulissat        | 4:0      | Disko-76 Qeqertarsuaq   | Ilulissat |
| I-69 Ilulissat        | 1:5      | Kugsak-45 Qasigiannguit | Ilulissat |

#### Mittelgrönland
| Pl. | Verein                | Sp. | S | U | N | Tore    | Diff. | Punkte |
| --- | --------------------- | --- | - | - | - | ------- | ----- | ------ |
| 1.  | NÛK                   | 4   | 4 | 0 | 0 | 020:100 | +19   | 12     |
| 2.  | SAK Sisimiut          | 4   | 3 | 0 | 1 | 016:600 | +10   | 09     |
| 3.  | Kâgssagssuk Maniitsoq | 4   | 2 | 0 | 2 | 011:140 | −3    | 06     |
| 4.  | NÛK II                | 4   | 1 | 0 | 3 | 008:130 | −5    | 03     |
| 5.  | Nagtoralik Paamiut    | 4   | 0 | 0 | 4 | 004:250 | −21   | 0      |

|                       | Ergebnis |                       | Ort  |
| --------------------- | -------- | --------------------- | ---- |
| Nagtoralik Paamiut    | 2:6      | Kâgssagssuk Maniitsoq | Nuuk |
| NÛK                   | 5:1      | NÛK II                | Nuuk |
| Nagtoralik Paamiut    | 0:9      | NÛK                   | Nuuk |
| SAK Sisimiut          | 4:1      | NÛK II                | Nuuk |
| Nagtoralik Paamiut    | 0:3      | NÛK II                | Nuuk |
| SAK Sisimiut          | 5:1      | Kâgssagssuk Maniitsoq | Nuuk |
| Kâgssagssuk Maniitsoq | 4:3      | NÛK II                | Nuuk |
| NÛK                   | 2:0      | SAK Sisimiut          | Nuuk |
| Nagtoralik Paamiut    | 2:7      | SAK Sisimiut          | Nuuk |
| NÛK                   | 4:0      | Kâgssagssuk Maniitsoq | Nuuk |

#### Südgrönland
| Pl. | Verein              | Sp. | S | U | N | Tore    | Diff. | Punkte |
| --- | ------------------- | --- | - | - | - | ------- | ----- | ------ |
| 1.  | K-33 Qaqortoq       | 3   | 3 | 0 | 0 | 015:300 | +12   | 09     |
| 2.  | Siuteroĸ Nanortalik | 3   | 1 | 1 | 1 | 011:110 | ±0    | 04     |
| 2.  | N-85 Narsaq         | 3   | 1 | 1 | 1 | 010:100 | ±0    | 04     |
| 3.  | QAA Qaqortoq        | 3   | 0 | 0 | 3 | 006:180 | −12   | 0      |

|                     | Ergebnis |               | Ort        |
| ------------------- | -------- | ------------- | ---------- |
| Siuteroĸ Nanortalik | 1:4      | K-33 Qaqortoq | Nanortalik |
| N-85 Narsaq         | 5:2      | QAA Qaqortoq  | Nanortalik |
| Siuteroĸ Nanortalik | 3:3      | N-85 Narsaq   | Nanortalik |
| K-33 Qaqortoq       | 6:0      | QAA Qaqortoq  | Nanortalik |
| Siuteroĸ Nanortalik | 7:4      | QAA Qaqortoq  | Nanortalik |
| K-33 Qaqortoq       | 5:2      | N-85 Narsaq   | Nanortalik |

Entscheidungsspiele
|                     | Ergebnis |                     | Ort        |
| ------------------- | -------- | ------------------- | ---------- |
| Siuteroĸ Nanortalik | 3:2      | N-85 Narsaq         | Nanortalik |
| N-85 Narsaq         | 1:2      | Siuteroĸ Nanortalik | Nanortalik |

### Schlussrunde

#### Vorrunde
Gruppe A
| Pl. | Verein              | Sp. | S | U | N | Tore    | Diff. | Punkte |
| --- | ------------------- | --- | - | - | - | ------- | ----- | ------ |
| 1.  | N-48 Ilulissat      | 3   | 3 | 0 | 0 | 018:100 | +17   | 09     |
| 2.  | K-33 Qaqortoq       | 3   | 2 | 0 | 1 | 010:600 | +4    | 06     |
| 3.  | NÛK                 | 3   | 1 | 0 | 2 | 010:700 | +3    | 03     |
| 4.  | Siuteroĸ Nanortalik | 3   | 0 | 0 | 3 | 002:260 | −24   | 0      |

|                     | Ergebnis |                     |
| ------------------- | -------- | ------------------- |
| N-48 Ilulissat      | 10:00    | Siuteroĸ Nanortalik |
| K-33 Qaqortoq       | 1 2:1 1  | NÛK                 |
| N-48 Ilulissat      | 4:0      | K-33 Qaqortoq       |
| Siuteroĸ Nanortalik | 1:8      | NÛK                 |
| N-48 Ilulissat      | 4:1      | NÛK                 |
| Siuteroĸ Nanortalik | 1:8      | K-33 Qaqortoq       |

Gruppe B
| Pl. | Verein                  | Sp. | S | U | N | Tore    | Diff. | Punkte |
| --- | ----------------------- | --- | - | - | - | ------- | ----- | ------ |
| 1.  | Kugsak-45 Qasigiannguit | 3   | 2 | 0 | 1 | 011:500 | +6    | 06     |
| 2.  | SAK Sisimiut            | 3   | 1 | 2 | 0 | 005:400 | +1    | 05     |
| 3.  | FC Malamuk Uummannaq    | 3   | 1 | 1 | 1 | 007:700 | ±0    | 04     |
| 4.  | Kâgssagssuk Maniitsoq   | 3   | 0 | 1 | 2 | 004:110 | −7    | 01     |

|                         | Ergebnis |                         |
| ----------------------- | -------- | ----------------------- |
| Kâgssagssuk Maniitsoq   | 3:5      | Kugsak-45 Qasigiannguit |
| FC Malamuk Uummannaq    | 2:2      | SAK Sisimiut            |
| Kâgssagssuk Maniitsoq   | 0:5      | FC Malamuk Uummannaq    |
| Kugsak-45 Qasigiannguit | 1:2      | SAK Sisimiut            |
| Kâgssagssuk Maniitsoq   | 1:1      | SAK Sisimiut            |
| FC Malamuk Uummannaq    | 0:5      | Kugsak-45 Qasigiannguit |

#### Platzierungsspiele
Halbfinale
| Datum           |                         | Ergebnis |               | Ort           |
| --------------- | ----------------------- | -------- | ------------- | ------------- |
| 25. August 2000 | N-48 Ilulissat          | 2:0      | SAK Sisimiut  | Qasigiannguit |
| 25. August 2000 | Kugsak-45 Qasigiannguit | 6:1      | K-33 Qaqortoq | Qasigiannguit |

Spiel um Platz 7
| Datum           |                     | Ergebnis |                       | Ort           |
| --------------- | ------------------- | -------- | --------------------- | ------------- |
| 25. August 2000 | Siuteroĸ Nanortalik | 4:5      | Kâgssagssuk Maniitsoq | Qasigiannguit |

Spiel um Platz 5
| Datum           |                      | Ergebnis |     | Ort           |
| --------------- | -------------------- | -------- | --- | ------------- |
| 25. August 2000 | FC Malamuk Uummannaq | 2 3:0 2  | NÛK | Qasigiannguit |

Spiel um Platz 3
| Datum           |              | Ergebnis |               | Ort           |
| --------------- | ------------ | -------- | ------------- | ------------- |
| 26. August 2000 | SAK Sisimiut | 2:1      | K-33 Qaqortoq | Qasigiannguit |

Finale
| Datum           |                | Ergebnis  |                         | Ort           |
| --------------- | -------------- | --------- | ----------------------- | ------------- |
| 26. August 2000 | N-48 Ilulissat | 1:0 (0:0) | Kugsak-45 Qasigiannguit | Qasigiannguit |